# Glory of Love (singolo Peter Cetera)
Glory of Love è un brano musicale pop, inciso nel 1986 da Peter Cetera e facente parte della colonna sonora del film Karate Kid II - La storia continua... (The Karate Kid: Part II) e dell'album di Cetera Solitude/Solitaire.; autori del brano sono lo stesso Peter Cetera (autore sia del testo che della melodia), Diane Nini (ex-moglie di Cetera, autrice del testo) e David Foster (autore della melodia). Fu il primo singolo pubblicato da Cetera dopo l'addio ai Chicago.
Il brano vinse il premio ASCAP e il BMI Film & TV Award come brano da film più eseguito e ricevette una nomination al Premio Oscar come miglior canzone, mentre il singolo, pubblicato da Michael Omartian   e uscito su etichetta Warner Bros., raggiunse il primo posto delle classifiche negli Stati Uniti e in Svezia, il secondo in Norvegia  e il terzo nel Regno Unito.

## Tracce

### 45 giri[2]
1. Glory of Love – 4:20
2. On the Line – 3:58

### 45 giri maxi[2]
1. Glory of Love (Extended Version) – 4:56
2. On the Line – 3:58

## Classifiche
| Classifica            | Posizione massima | Nr. di settimane |
| --------------------- | ----------------- | ---------------- |
| Austria               | 11                | 8                |
| Belgio                | 19                | 8                |
| Germania              | 24                | 13               |
| Norvegia              | 2                 | 10               |
| Nuova Zelanda         | 25                | 8                |
| Paesi Bassi           | 18                | 8                |
| Regno Unito           | 3                 |                  |
| Svezia                | 1                 | 8                |
| Svizzera              | 5                 | 13               |
| US Adult Contemporary | 1                 |                  |

## Premi e riconoscimenti
- 1987 - Premio Oscar
  - Candidato per la Miglior canzone
- 1987 - Golden Globe
  - Candidato per la Miglior canzone originale
- Premio ASCAP come brano da film più eseguito[1]
- BMI Film & TV Award come brano da film più eseguito[1]

## Ricezione
Negli Stati Uniti, Glory of Love di Peter Cetera fu il brano più eseguito in occasione di matrimoni e balli studenteschi nel 1986.

## Cover
Una cover del brano è stata incisa dai seguenti artisti (in ordine alfabetico) :
- David Foster (con il titolo The Glory of Love[3]; 1991)
- The Jimmy's (con il titolo The Glory of Love[3]; 1990)
- A New Found Glory (2000)
- Conny Vandenbos (versione in lingua olandese intitolata Wat ben ik blij dat er liefde bestaat; 1987)[2][3]